# Wells County (Indiana)
Wells County is een county in de Amerikaanse staat Indiana.
De county heeft een landoppervlakte van 958 km² en telt 27.600 inwoners (volkstelling 2000). De hoofdplaats is Bluffton.

## Bevolkingsontwikkeling

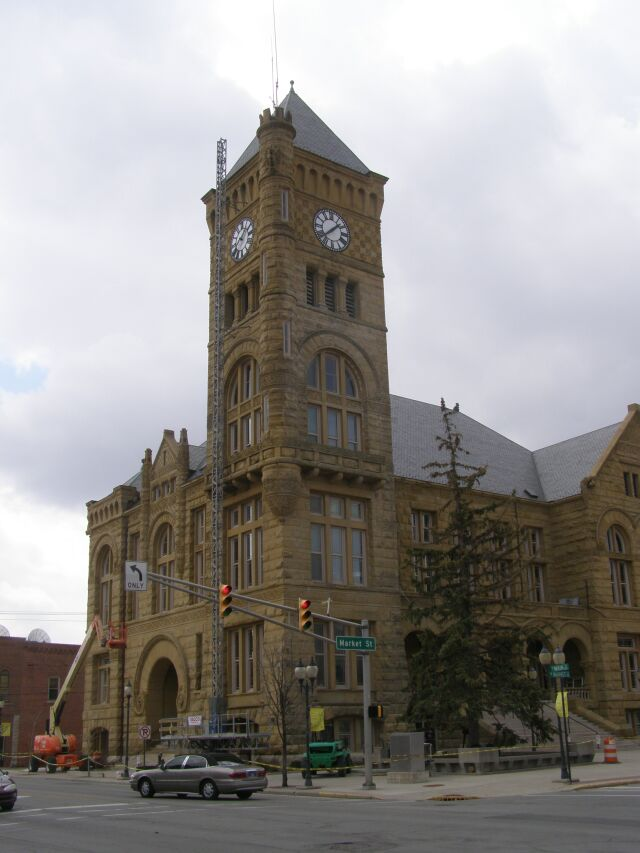
Wells County Courthouse